# InterLAZ-10LE
ІнтерЛАЗ 10 ЛЕ — міжміський автобус, що виробляється на Львівському автобусному заводі з 2006 року. Міським аналогом даного автобуса є ЛАЗ А152, щоправда у їхній конструкції є суттєві відмінності.
ІнтерЛАЗ 10 ЛЕ, зроблений фактично по моделі ЛАЗ А152 має приміське призначення; саме тому загальні риси автобуса було змінено — задні двері було і зовсім усунуто, середні двері лишилися двостворчасні (як у усіх сучасних НеоЛАЗах), також було усунуто двері, що були відведені для кабіни водія; натомість було залишено лише одні двері. Формула дверей відповідно 0-1-2.
Через відсутність задніх дверей кількість сидячих місць було збільшено до 35 штук, кількість стоячих місць зменшилася до 54. У салоні є один обдувний люк примусового обдуву. Вікна у автобусі безпечні, клеєні і тоновані. Проте даний автобус не було обладнано пандусом для завозу інвалідних візків або ж колісної поклажі (у той час як на інших приміських та міських автобусів  така функція існує); попри це, автобус залишився низькопідлоговим: рівень підлоги над землею становить лише 35 сантиметрів . Через невелику довжину, автобус має лише 24 габаритні вогні, його довжина 10 метрів, ширина 2.55 і висота 3.05 метра. Підвіска залежна, пневматично-ресорна, що сприяє меншому тремтінню під час руху у салоні.
Двигун автобуса лишився незмінним —DEUTZ BF6M1013 (Euro-3) або MAN DO836 (Euro-3) 4-циліндровий (яку у ЛАЗ А152), проте менш потужним (140 кВт). При повному завантаженні автобус здатен витиснути до 90 км/год, пустим — 120. Зі зменшенням довжини , ваги та потужністю двигуна витрати пального при швидкості 60 км/год зменшилися до 15 літрів на 100 кілометрів шляху.
Суттєва зміна у кабіні водія є відсутність дверей напряму до кабіни, тому водій при виході користується передніми дверима.